# Le Clou dans la botte
Pour plus de détails, voir Fiche technique et Distribution.
Le Clou dans la botte (Гвоздь в сапоге) est un film de procès dramatique de guerre soviétique réalisé par Mikhaïl Kalatozov et sorti en 1931. 
Il s'agit d'un film de propagande construit sous la forme d'une parabole.

## Synopsis
À cause de bottes inadaptées, un ouvrier ne parvient pas à transmettre un message important lors de grandes manœuvres d'entraînement, et l'équipe du train blindé « meurt » au cours d'une attaque au gaz fictive. Le héros se retrouve sur le banc des accusés, mais le tribunal est lui-même coupable : il comprend l'équipe du train blindé « perdu », qui comprend des cordonniers ayant fabriqué des bottes défectueuses.

## Fiche technique
- Titre français : Le Clou dans la botte[2]
- Titre original : Гвоздь в сапоге[3]
- Réalisation : Mikhaïl Kalatozov
- Scénario : Leonid Perelman
- Photographie : Chalva Apakidze
- Décors : Serapion Vatsadze (ru)
- Société de production : Kartuli Pilmi
- Pays d'origine :  Union soviétique
- Langue originale : géorgien, russe
- Format : Noir et blanc - 1,20:1 - Son mono - 35 mm
- Genre : drame de guerre
- Durée : 71 minutes
- Dates de sortie :
  - Union soviétique : 1931

## Distribution
- Alexandre Djaliachvili : l'ouvrier
- Arkadi Khintibidze : le chef de train
- Akaki Khorava : le procureur
- Siko Palavandichivili : un soldat de l'Armée rouge